# PC Speaker

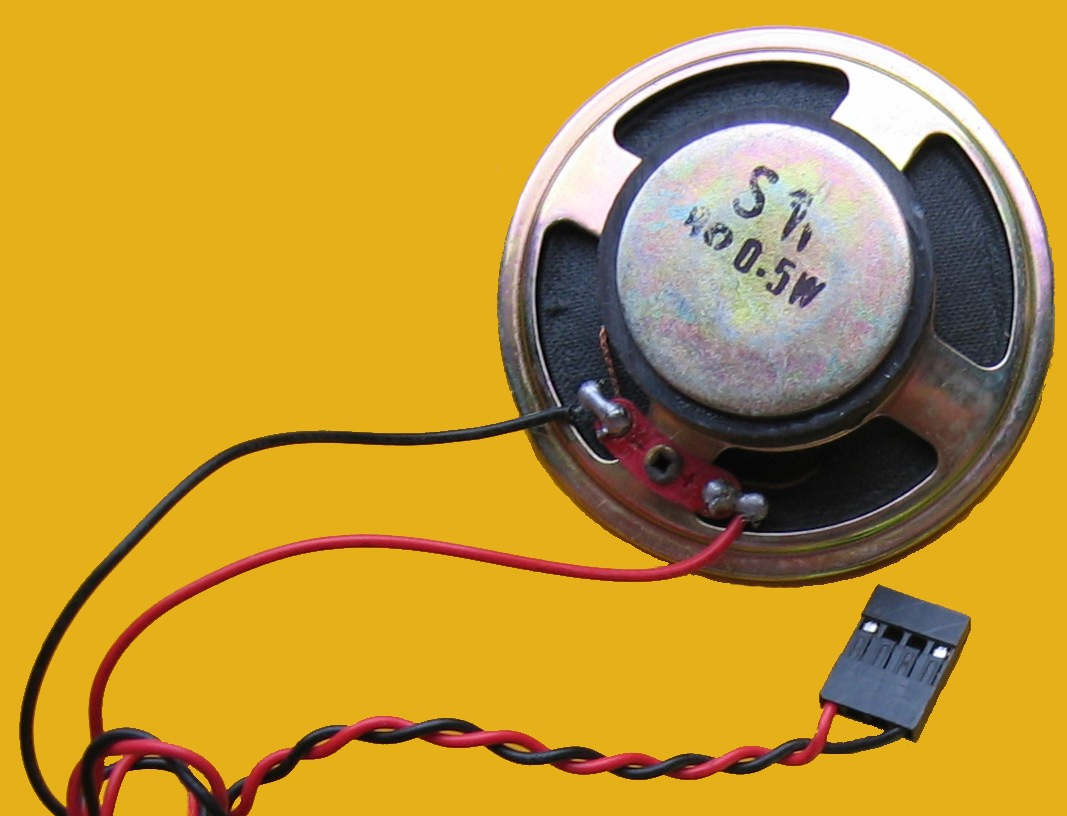
Egy PC Speaker és a csatlakoztató kábele

A PC Speaker egy hangszóró, amely egyes IBM PC-kompatibilis számítógépekbe van beépítve. Az első IBM Personal Computer, az 5150-es modell egy hangcsatornás PC-Speakert használt, aminek az volt a célja, hogy az irodai felhasználás során az egyszerű jelző- és figyelmeztető hangokat különböző frekvenciákon megszólaltassa. Az újabb számítógépek egy apró mozgóvas vagy piezo hangszórót használnak. A kis hangszóró lehetővé teszi a szoftverek és a firmware számára, hogy hallható visszajelzést adjon a felhasználónak, például hardverhiba bejelentésére. A PC Speaker a programozható intervallum időzítő, egy Intel 8253 vagy 8254 chip segítségével generál hullámformákat.

## Használata

### BIOS
A PC Speaker a bekapcsolási önellenőrzés (POST) során a rendszerindítás során fellépő hibák jelzésére szolgál. Mivel a grafikus kártya előtt aktív, a grafikus kártya sokkal bonyolultabb inicializálását megakadályozó problémákhoz kapcsolódó "sípoló kódok" közlésére használható. Például a Video BIOS általában nem képes aktiválni a grafikus kártyát, ha nincs működő RAM a rendszerben, míg a hangszóró csipogása csak a ROM és a CPU regiszterek segítségével lehetséges. Általában a különböző hibakódokat meghatározott sípoló sémák jelzik, például "egy sípszó; szünet; három sípszó; szünet; ismétlés". Ezek a minták a BIOS gyártójára jellemzőek, és általában az alaplap műszaki kézikönyvében vannak dokumentálva.

### Játékok
A korabeli játékok a zenét és a hangeffekteket szintén a Speakeren keresztül játszották le. Ahogy a hangkártyák elterjedtek, a játékok fokozatosan támogatni kezdték azokat, majd idővel a PC Speaker támogatása meg is szűnt.

### Egyéb szoftverek
Számos program, köztük az MP (Module Player, 1989), a Scream Tracker, a Fast Tracker, az Impulse Tracker, sőt a Linux és Microsoft Windows eszközmeghajtók is képesek voltak impulzus kód modulációs (PCM) hangot lejátszani a PC Speakeren keresztül, a cikk későbbi részében ismertetett speciális technikák segítségével.
A modern Microsoft Windows rendszerek különálló eszközként támogatják a PC Speakert, speciális képességekkel - azaz nem konfigurálható normál hangkimeneti eszközként. Egyes szoftverek ezt a speciális hangcsatornát használják a hangok előállításához. A Skype például tartalék hívásjelző eszközként használhatja arra az esetre, ha az elsődleges hangkimeneti eszköz nem hallható (például mert a hangerő minimális szintre van állítva vagy az erősítő ki van kapcsolva).

## Csatlakozó

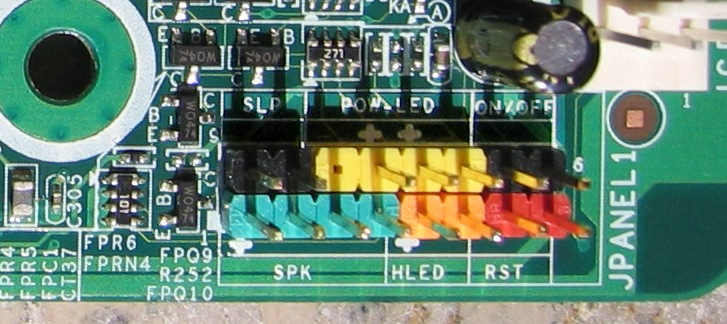
Részlet egy alaplapról. A Speakert a zöldes színű négyes tűsorhoz kell csatlakoztatni

Egyes esetekben a PC Speaker közvetlenül a számítógép alaplapjára van rögzítve; más esetekben, beleértve az első IBM Personal Computer-t is, a hangszóró vezetékkel csatlakozik az alaplapon lévő csatlakozóhoz. Egyes PC-házakba már előre telepített hangszóró van beépítve. A vezetékes PC Speaker csatlakozója két-, három- vagy négytűs lehet, és két vagy három vezetékkel rendelkezik. A hangszóró női csatlakozója az alaplapon lévő tűs fejlécekhez csatlakozik, amelyek néha SPEAKER vagy SPKR felirattal vannak jelölve.

### Impulzusszélesség-moduláció
A PC speaker általában négyszöghullámot hivatott reprodukálni mindössze két kimeneti szinten keresztül (két feszültségszint, jellemzően 0 V és 5 V), amelyet az Intel 8253 (PC, XT) vagy 8254 (AT és újabb) programozható intervallum időzítő hármas üzemmódban (négyszögjel) működő 2-es csatornája vezérel. Maga a hangszóró hardver közvetlenül elérhető a PC 61H (61 hexadecimális) I/O portján keresztül az 1-es bit segítségével, és fizikailag manipulálható a 2 kimeneti szinthez (azaz az 1 bites hanghoz). Azonban egy rövid impulzus gondos időzítésével (azaz az egyik kimeneti szintről a másikra, majd vissza az elsőre), valamint a hangszóró fizikai szűrési tulajdonságaira (korlátozott frekvenciaválasz, öninduktivitás stb.) támaszkodva lehetséges a hangszórót különböző köztes kimeneti szintekre vezetni, durva digitális-analóg átalakítóként működtetve. Ezt a technikát impulzusszélesség-modulációnak (PWM) nevezik, és lehetővé teszi a PCM hang közelítő lejátszását. (Ennek a technikának egy kifinomultabb változatát a D-osztályú hangerősítőkben használják.)
A PC Speakerrel ezzel a módszerrel korlátozott minőségű lejátszás érhető el:
Ahhoz, hogy ezzel a technikával nagy hűségű hangkimenetet kapjunk, a kapcsolási frekvenciának sokkal magasabbnak kell lennie, mint a reprodukálni kívánt hangfrekvenciáknak (általában 10:1 vagy annál nagyobb arányban), és a kimeneti feszültségnek kétpólusúnak kell lennie, hogy jobban ki lehessen használni a kimeneti eszközök dinamikatartományát és teljesítményét. A PC Speakernél azonban a kimeneti feszültség vagy nulla, vagy TTL-szintű (egypólusú).
A minőség a PWM vivőfrekvencia (effektív mintavételi sebesség) és a kimeneti szintek száma (effektív bitmélység) közötti kompromisszumtól függ. A hangszórót meghajtó PC programozható intervallum-időzítőjének órajelét 1 193 180 Hz-re rögzítették, és a hangmintavételi frekvencia és a maximális DAC-érték szorzatának ezzel kell megegyeznie. Jellemzően egy 6 bites DAC, amelynek maximális értéke 63, 18 939,4 Hz-es mintavételi frekvencia esetén gyenge, de felismerhető hangot produkál.
A technika hanghűségét tovább csökkenti a megfelelő méretű dinamikus hangszóró hiánya, még inkább a modern gépeknél és különösen a laptopoknál, amelyek apró mozgóvas hangszórót használnak (gyakran összetévesztik a piezoelektromos hangszóróval). Ennek oka az, hogy a PWM által előállított hangnak a végső kimenet előtt aluláteresztő szűrőre van szüksége a kapcsolási zaj és a magas felharmonikusok elnyomása érdekében, amit egy normál dinamikus hangszóró önmagában is képes elvégezni, míg a mozgóvas hangszóró apró fémmembránja sok kapcsolási zajt átenged, ahogy sok közvetlen csatolás is (bár ez alól vannak kivételek, pl. egyes alaplapok és hangkártyák szűrős "speaker in" portjai).
A PC Speakernek ez a használata komplex hangkimenetre a Sound Blaster és más hangkártyák megjelenésével egyre kevésbé vált általánossá.